# Sistema nervoso somático
O sistema nervoso somático é um componente motor, funcionalmente, o componente motor é dividido em sistema nervoso somático e sistema nervoso autônomo. O sistema nervoso somático fornece impulsos motores aos músculos esqueléticos. A maioria dos movimentos controlados pelos sistema nervoso somático são conscientes, enquanto o controle exercido pelo sistema nervoso automático ocorrem em nível inconsciente.